# Palais Vila Flor
 (septembre 2024).
Le palais de Vila Flor est un palais du XVIIIe siècle et un lieu culturel de la ville de Guimarães, au Portugal.

## Histoire

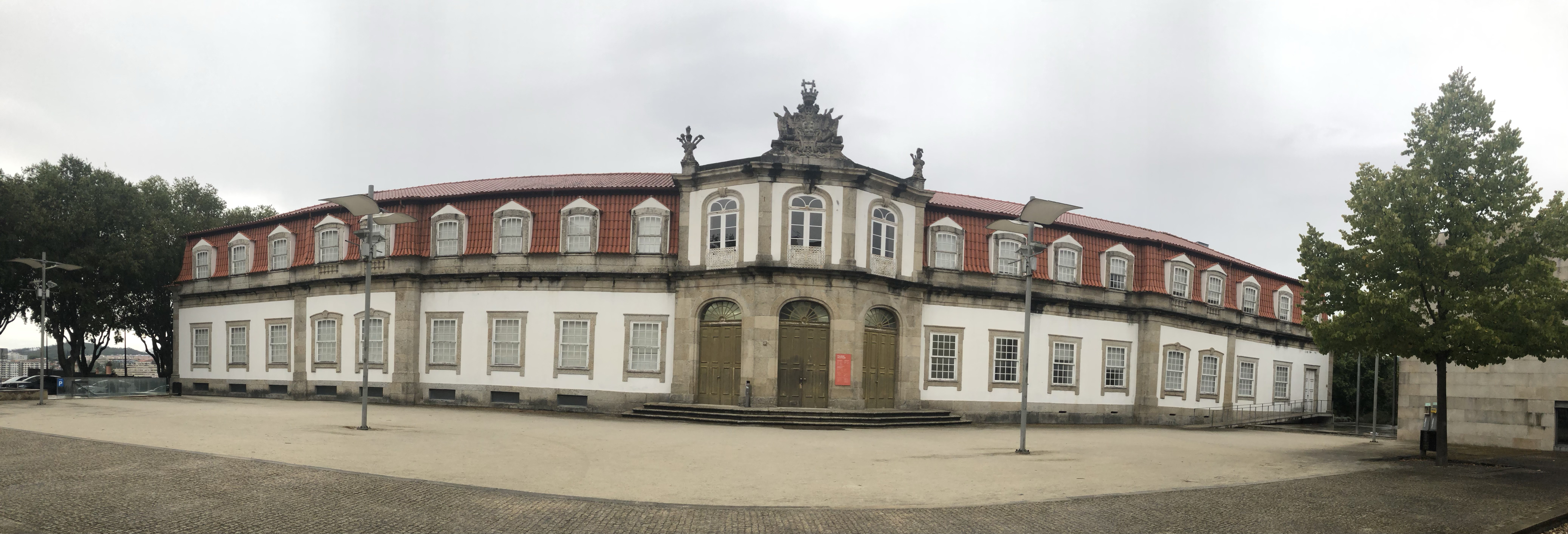
Vue panoramique de la façade avant du palais en 2023

Il a été construit au XVIIIe siècle à la demande du noble Tadeu Luís António Lopes de Carvalho de Fonseca e Camões. Ici ont eu lieu les célébrations commémorant l'acclamation du roi José Ier en 1750. Le palais passa ensuite à la famille Jordão, qui acheva les travaux.
Le premier comte d'Arrochela acquit le palais et, en 1853, la reine Marie II y séjourna : par décret du 23 juin de la même année, elle éleva la cité de Guimarães au rang de ville.
En 1884, le Palais Vila Flor accueillit la « 1ère Exposition Industrielle et Commerciale de Guimarães ». Cette exposition servit à démontrer la vitalité économique de la ville, à une époque où Guimarães commençait à construire son avenir. Au début du XXe siècle, le palais fut acquis par la famille Jordão de Guimarães, qui acheva la construction de l'aile nord. En 1976, le palais était déjà en état de délabrement et fut acheté par la mairie de Guimarães pour abriter le Centre de Guimarães de la Faculté d'Ingénierie de l'Université du Minho. Entre-temps, l'Université du Minho a inauguré un nouveau bâtiment et le Palais a été temporairement fermé.
Au début des années 2000, la mairie de Guimarães a décidé de restaurer entièrement le palais et les jardins de Vila Flor et d'inclure dans le nouveau projet un centre culturel du même nom, construit de toutes pièces pour accueillir des spectacles et des concerts, et coexistant avec le palais baroque du XVIIIe siècle,. Les travaux de restauration ont été achevés en 2005.

### Jardins

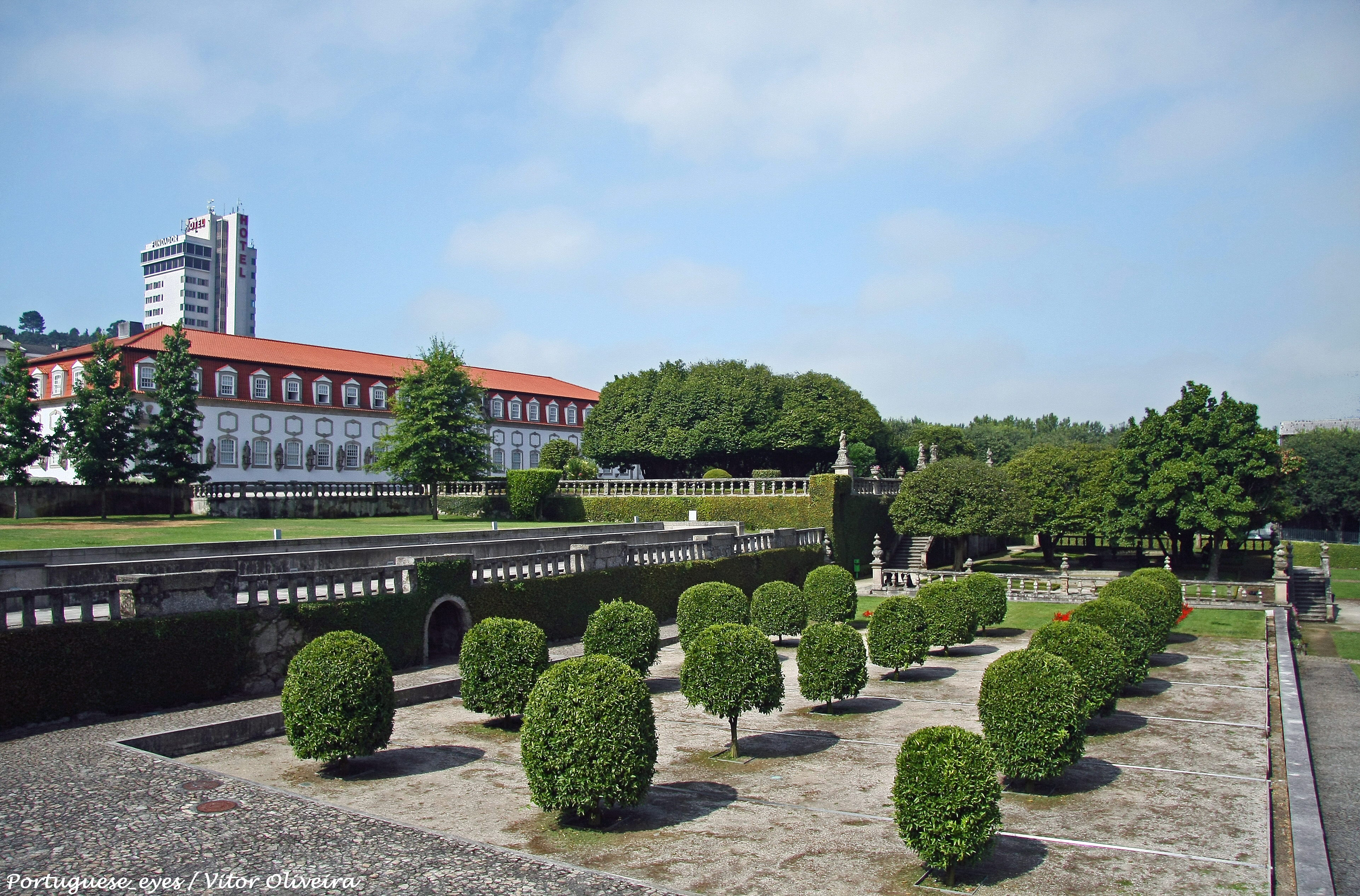
Vue des jardins

Les jardins de buis du Palais Vila Flor, avec une vue privilégiée sur la ville de Guimarães et ses monuments, comme le Palais des Ducs et le Château de Guimarães, ont été le théâtre d'événements importants, comme les célébrations commémorant l'acclamation du roi José Ier en 1750. Après l'achat du palais par la mairie de Guimarães, une partie des jardins servit de jardin potager municipal.
Les jardins, construits en terrasses, ont été restaurés en conservant intacts les buis, les espèces d'arbres (notamment les camélias, les fontaines et les sculptures) et un endroit a été ajouté pour accueillir des événements en plein air. En 2006, il a reçu une mention honorable au National Landscape Architecture Award dans la catégorie des espaces extérieurs à usage public. L'espace abrite également un restaurant et un café-concerts.

## Source de traduction
- (en) Cet article est partiellement ou en totalité issu de l’article de Wikipédia en anglais intitulé « Vila Flor Palace » (voir la liste des auteurs).